# Маринци (Нуштар)
Маринци су насељено место у општини Нуштар, Република Хрватска.

## Историја
Место је 1885. године било у Ердевичком изборном срезу са својих 267 душа.
Насеље је у вријеме СФРЈ било у саставу некадашње општине Винковци.

## Становништво
На попису становништва 2011. године, Маринци су имали 670 становника.
| Демографија | Демографија | Демографија |
| Година      | Становника  | Становника  |
| ----------- | ----------- | ----------- |
| 1981.       | 904         |             |
| 1991.       | 969         |             |
| 2001.       | 796         |             |
| 2011.       |             | 670         |

## Попис 1991.
На попису становништва 1991. године, насељено место Маринци је имало 969 становника, следећег националног састава:
| Попис 1991.‍  | Попис 1991.‍  | Попис 1991.‍ | Попис 1991.‍ | Попис 1991.‍ |
| ------------ | ------------ | ----------- | ----------- | ----------- |
|              |              |             |             |             |
| Срби         | Срби         |             | 326         | 33,64%      |
| Хрвати       | Хрвати       |             | 275         | 28,37%      |
| Мађари       | Мађари       |             | 247         | 25,49%      |
| Албанци      | Албанци      |             | 96          | 9,90%       |
| Југословени  | Југословени  |             | 8           | 0,82%       |
| Македонци    | Македонци    |             | 1           | 0,10%       |
| неопредељени | неопредељени |             | 7           | 0,72%       |
| непознато    | непознато    |             | 9           | 0,92%       |
| укупно: 969  |              |             |             |             |

## Спорт
- НК Маринци, фудбалски клуб